# Bağlıca, Sarıkaya
Bağlıca là một xã thuộc huyện Sarıkaya, tỉnh Yozgat, Thổ Nhĩ Kỳ. Dân số thời điểm năm 2010 là 267 người.